# Diffusion

Diffusion på en kristallyta

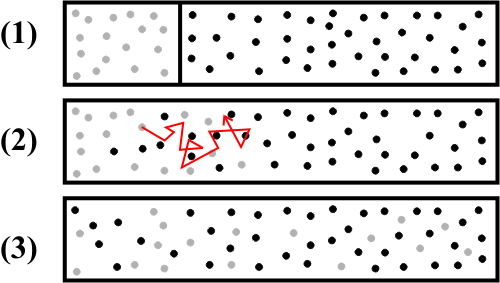
Utjämning av koncentrationsskillnader genom slumpvandring

Diffusion (av latinets diffusio, av diffundere, "utbreda") är den spontana spridningsprocess som äger rum när något, oftast gaser eller vätskor, med en egenskap skilt från omgivningen sprids, blandas och jämnas ut. Ofta orsakas diffusion av något slags slumpvandring.
Ett exempel på detta är när salt sprider sig jämnt i en lösning. Fenomenet har också en speciell roll inom biologin. När celler kommer i kontakt med saltlösningar bidrar diffusionen till att saltkoncentrationen jämnas ut genom att vatten antingen tas upp eller frigörs ur cellen, då cellmembran i regel inte släpper igenom stora molekyler eller joner. Diffusionen över ett cellmembran kräver ingen energi och processen kallas därför för passiv transport. 

## Gasdiffusion
Att gaser av olika täthet blandas med varandra, trots att detta innebär att tyngdpunkten höjs, iakttogs redan tidigt av John Dalton. Diffusionen beror i detta fall på gasmolekylernas rörelser. Gaserna består nämligen av molekyler som rör sig snabbt i alla riktningar. När en lättare gas, till exempel vätgas, befinner sig ovanför en tyngre, till exempel koldioxid, så flyttar sig vätgasmolekylerna, genom sin inneboende rörlighet, in bland koldioxidmolekylerna, och omvänt. Fastän gasmolekylernas rörelser är mycket snabba, sker blandningen inte hastigt. För när till exempel en vätemolekyl hamnar bland koldioxidmolekylerna stöter den mycket snart på någon koldioxidmolekyl, som stöter emot vätemolekylen och ändrar dess riktning. 
Enligt den kinetiska gasteorin är gasernas diffusionshastighet liksom deras inre friktion och värmeledningsförmåga beroende av gasmolekylernas fria medelväglängd (den genomsnittliga sträcka som molekylerna hinner tillryggalägga mellan kollisionerna). Den fria medelväglängden är i sin tur omvänt proportionell mot gasens täthet. Beträffande gasernas utströmningshastighet har den skotske kemisten och fysikern Thomas Graham formulerat den lag som säger att gaser med olika täthet diffunderar i en och samma gas under samma temperatur och tryck, med en hastighet, som är omvänt proportionell mot kvadratrötterna ur deras täthet. Om till exempel vätgasens täthet antas vara ett, är syrgasens täthet sexton. Enligt lagen diffunderar alltså vätgasen fyra gånger snabbare än syrgasen. Gaser kan också diffundera genom porösa väggar med ytterst fina porer, till exempel bränd lera (tegel), gips och även äggskal. Även för dessa fall gäller Grahams lag.

## Hydrodiffusion
Vätskors diffusion beror, liksom gasernas, på molekylernas rörelser och kan ske genom skiljeväggar, om dessa är sådana att vätskorna kan tränga in i dem och spridas där. Bäst studerad är den så kallade hydrodiffusionen, det vill säga lösta ämnens utbredning i lösningsmedlen. Om man försiktigt skiktar det rena lösningsmedlet över en lösning, så utbreder sig det lösta ämnet i hela vätskan tills koncentrationen på alla ställen är lika stora. Detta fenomen kan förklaras och beräknas kvantitativt med hjälp av van't Hofs lära om lösta ämnens osmotiska tryck. Vid hydrodiffusion, liksom vid gasers diffusion, är ämnenas strävan att utjämna tryckolikheter den drivande kraften. 
Gaser diffunderar mycket snabbt, på grund av att deras inre friktion är mycket liten. Men diffusionen i lösningar går mycket långsamt, på grund av det stora friktionsmotstånd som de lösta molekylerna måste övervinna för att förflytta sig i lösningsmedlet. Man har till exempel beräknat att det behövs en kraft av ungefär 10 000 miljoner newton för att förflytta en mol (342 gram) rörsocker, löst i vatten, med en hastighet av 1 cm/sekund. Friktionen mot lösningsmedlet är hos olika ämnen proportionell mot kvadratroten ur deras molekylvikt. Denna friktion minskar med stigande temperatur.

## Permeabla och semipermeabla membran

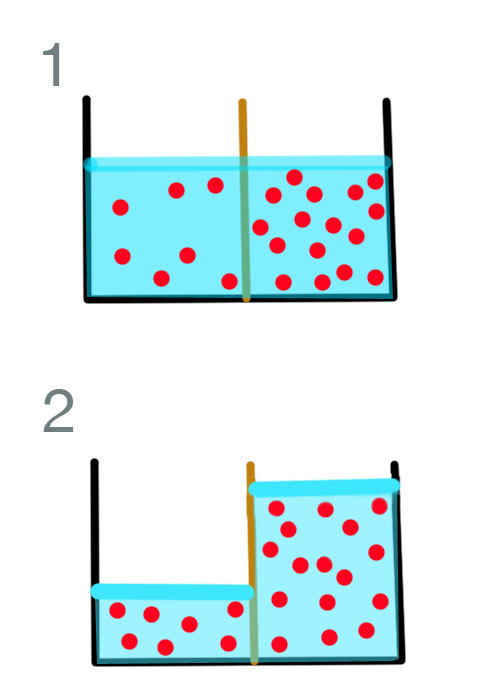
Schematisk teckning av effekterna av diffusion genom ett semipermeabelt membran.

Man kan skilja lösningar och rena vätskor genom väggar med olika genomtränglighet. Vissa väggar släpper igenom såväl lösningsmedlets molekyler som de lösta molekylerna av kristalliserande ämnen (Grahams "kristalloider"). Sådana väggar är till exempel pergamentpapper och oxblåsa, som låter socker- och saltmolekyler passera. Dessa väggar (eller hinnor) är däremot ogenomträngliga för kolloidala ämnen, som proteiner och gummi, antingen beroende på att dessa ämnens stora molekyler inte kan tränga igenom väggens fina porer eller också för att kolloiderna inte bildar egentliga lösningar, utan endast fina suspensioner. 
Oxblåsor och liknande permeabla väggar används till apparater, benämnda dialysatorer, för att åtskilja kristalloider och kolloider, till exempel för att utskilja salter från proteinlösningar. Man spänner den dialyserande hinnan som botten under en glascylinder och fyller denna med proteinlösningen, varefter cylindern ställes i ett större kärl med rent, helst rinnande vatten, som tar upp det utdiffunderande saltet. Sådana väggar spelar en tekniskt viktig roll och används till exempel i den elektrokemiska industrin, eftersom de gör det möjligt för den elektriska strömmen att passera. 
En annan sorts väggar kallas semipermeabla, eftersom de släpper igenom endast lösningsmedlets molekyler, men inte det lösta ämnets. Bland sådana väggar bör särskilt nämnas många hinnor (membran) i levande djur och växter, särskilt den levande protoplasmans yttersta skikt (cellmembranet). Bland artificiella membran kan ferrocyankoppar nämnas. Traubes cell består av detta ämne. Alla dessa väggar är dock semipermeabla endast för vissa bestämda ämnen, medan andra kan tränga igenom dem. Diffusionen av vatten genom ett semipermeabelt membran, kallas osmos.

## Koncentrationsgradient
Om ett ämne kontinuerligt produceras eller skickas ut från en punkt eller ett område och sedan får diffundera fritt, kommer koncentrationen att vara högst närmast källan och avta ju längre bort man kommer. Rent matematiskt är det skillnaden mellan hög och låg koncentration, skillnaden mellan fullständig- och delvis diffusion, som kallas koncentrationsgradient, och är ett mått på hur snabb diffusionen är. Inom biologin används dock begreppet för fenomenet med koncentrationsskillnader beroende på avstånd till en viss punkt, vilket har stor betydelse inom bland annat utvecklingsbiologi. Ett ämne som verkar olika på embryonal utveckling och särskilt vad gäller utveckling av organ, med avseende på var i förhållande till koncentrationsgradienten en viss cell befinner sig alltså hur hög koncentration av ämnet som cellen utsätts för, kallas morfogen. En av de mer kända morfogenerna är genen och proteinet sonic hedgehog som finns hos alla däggdjur.